# 金洋村 (南澳乡)
金洋村，是台灣宜蘭縣南澳鄉位於最深山離蘇花公路最遠的村落。境內的居民主要是台灣原住民泰雅族。

## 歷史
金洋村的祖源，主要有兩個族群。一個是泰雅族澤敖利亞族的「萬大群」，與東賽德克族的「陶塞」群。
起初霧社北方的泰雅族人，由於狩獵常到南湖山區。於是最後搬到南湖大山東側稱為「畝耀」的區域，便於狩獵。由於區域鄰近東賽德克族『陶塞』群的部落，地緣產生姻親血緣。
之後又有一部份人往北遷徙，於和平北溪上游另建部落。這是日治時代稱為的「舊金洋」。
之後於民國52年，村民72戶四百餘人，遷到仲岳，“舊金洋”階段結束。由於在仲岳生活的居民，大多數是金洋人，遂改名為“金洋村”。

## 聚落
本地區曾出現在日治時期官方地圖“蘇澳郡”中

## 地理
金洋村位於宜蘭縣南澳鄉西南方，緊鄰台中縣、花蓮縣。海拔約120公尺。目前約兩百戶居民六百餘人。

## 語言
宜蘭克里奧爾語（博愛路）、泰雅語（金洋路）、漢語

## 宗教信仰
基督教、真耶穌教會、族群傳統信仰

## 教育
金洋國民小學 （页面存档备份，存于）

## 觀光
- 南澳古道
- 大濁水溫泉
- 發徒山大瀑布
- 太平山國家森林遊樂區
- 茂興懷古步道
- 翠峰湖
- 三疊瀑布

## 外部連結
- 宜蘭縣立金洋國小 （页面存档备份，存于）
- 宜蘭縣南澳鄉公所 （页面存档备份，存于）